# Kolonia Lisowice
Kolonia Lisowice (do 2019: Lisowice-Kolonia) – wieś w Polsce położona w województwie łódzkim, w powiecie pajęczańskim, w gminie Działoszyn.
W latach 1975–1998 miejscowość administracyjnie należała do województwa sieradzkiego. Z dniem 1 stycznia 2020 roku rozporządzeniem MSWiA nazwa miejscowości została zmieniona z Lisowice-Kolonia na Kolonia Lisowice. 
Zobacz też: Lisowice